# Nouri Koufi
Nouri Koufi est un interprète algérien de musique arabo-andalouse, il est surtout connu pour être une figure de proue du hawzi et du aroubi, un répertoire musical intermédiaire entre la musique arabo-andalouse et populaire. 
Oudiste et chanteur confirmé, il est considéré comme un charmeur auprès de son public quand il interprète magistralement son florilège de chansons, telles que Zarni habibi el barrah, fi el maname, win n’sibek ouala touahachtek, Y a rabi y a rin el ouyoun el hadarra. Il est également professeur de musique à l'école de Tlemcen. C'est dans cette ville que s'est créé le hawzi, dérivé de la musique arabo-andalouse.

## Biographie

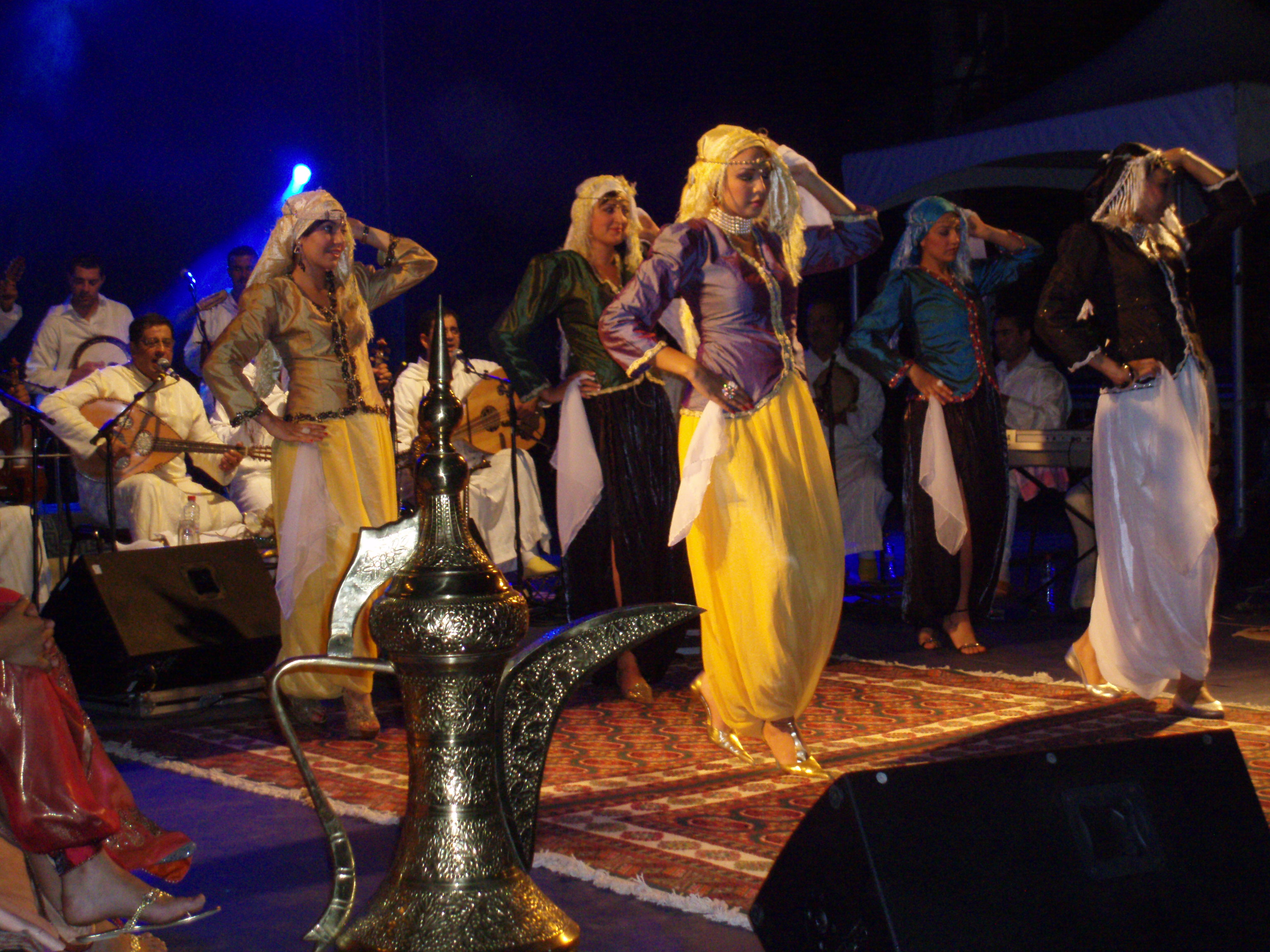
Nouri Koufi en concert.

Nouri Koufi est né le 31 décembre 1954 à Tlemcen. A huit ans, il rejoint, sous le nom de Chouchi, les associations musicales les plus réputées de la ville, sous l'égide des mâalems (maîtres de l'école classique), tels que Hasseïn, Aboura et Bouali. A des qualités vocales et une inspiration, le jeune interprète ajoute encore ses propres recherches pour la maîtrise de plusieurs instruments : oud, mandoline, violon et rebab.

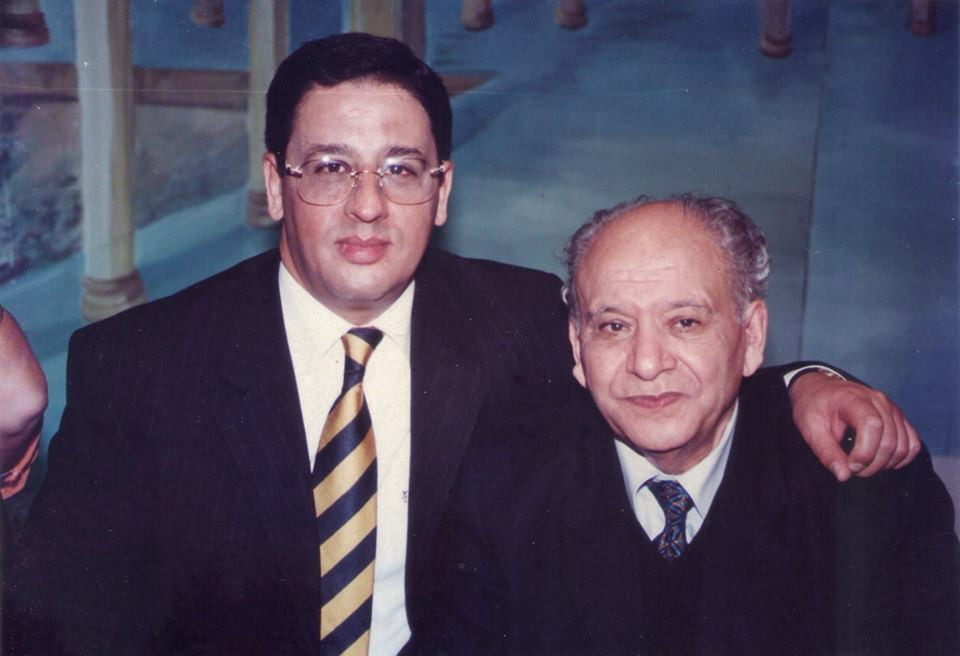
Nouri Koufi et Hadj Tahar Fergani

Dès 1974. il réussit le concours d'admission au corps enseignant et devient instituteur. Parallèlement, il crée une chorale et un orchestre d'élèves. Son premier disque sort en 1977 et d'autres suivront. En 1983 il s'installe à Alger où il enregistre des chansons destinées aux élèves de l'éducation nationale. Il crée également sa société de disques: Nouriphone. Enfin, il devient un spécialiste du msemen, réputé dans le monde arabo-andalou.
Vice-président de l'Association des auteurs - compositeurs, interprètes et musiciens (IPPO). Nouri Koufi fait enregistrer le célèbre titre Sidi Boumediene en 1981-1982 dans l'émission de télévision Rasd oua Maya animée par Leïla. Le texte de ce tube dépasse les frontières du pays.